# 鷲津町
鷲津町（わしづちょう）は静岡県の西部、敷知郡・浜名郡に属していた町である。現在の湖西市中心部にあたる。本項では町制前の名称である吉津村（きづむら）についても述べる。

## 地理
- 湖沼：浜名湖

## 歴史
- 1889年（明治22年）4月1日 - 町村制の施行により、中之郷村、吉美村、山口村、坊瀬村、古見村、鷲津村が合併して敷知郡吉津村が発足。
- 1896年（明治29年）4月1日 - 郡制の施行のための静岡県下郡廃置法律により浜名郡および長上郡・敷知郡の大部分、豊田郡の一部の区域をもって、改めて浜名郡を設置したため、所属郡が浜名郡に変更。
- 1929年（昭和4年）4月1日 - 吉津村が町制施行・改称して鷲津町が発足。
- 1954年（昭和29年）8月20日 - 日本国有鉄道バス浜名線白須賀 - 鷲津間開通。坊瀬、川尻口停車場新設（日本国有鉄道公示昭和29年234号）。
- 1955年（昭和30年）4月1日 - 白須賀町・新所村・入出村・知波田村と合併して湖西町が発足。同日鷲津町廃止。

## 交通

### 鉄道路線
- 日本国有鉄道
  - 東海道本線
    - 鷲津駅

### その他公共交通
- 国鉄バス浜名線

### 道路
現在は国道301号が旧町内を通過しているが、合併当時は未制定。

## 教育機関
- 鷲津町立鷲津中学校 (現・湖西市立鷲津中学校)[1]
- 鷲津町立鷲津小学校 (現・湖西市立鷲津小学校)[2]

現在は旧町域に県立高等学校があるが、合併当時は未開校。